# Reprezentacja Armenii w piłce wodnej mężczyzn
Reprezentacja Armenii w piłce wodnej mężczyzn – zespół, biorący udział w imieniu Armenii w meczach i sportowych imprezach międzynarodowych w piłce wodnej, powoływany przez selekcjonera, w którym mogą występować wyłącznie zawodnicy posiadający obywatelstwo armeńskie. Za jej funkcjonowanie odpowiedzialny jest Armeński Związek Pływacki i Sportów Wodnych (WKSSAA), który jest członkiem Międzynarodowej Federacji Pływackiej.

## Historia
Reprezentacja Armenii rozegrała swój pierwszy oficjalny mecz w eliminacjach do Mistrzostw Europy po rozpadzie ZSRR.

## Udział w turniejach międzynarodowych

### Igrzyska olimpijskie
Reprezentacja Armenii żadnego razu nie występowała na Igrzyskach Olimpijskich.

### Mistrzostwa świata
Dotychczas reprezentacji Armenii żadnego razu nie udało się awansować do finałów MŚ.

### Puchar świata
Armenia żadnego razu nie uczestniczyła w finałach Pucharu świata.

### Mistrzostwa Europy
Ormiańskiej drużynie żadnego razu nie udało się zakwalifikować do finałów ME.